# 가와사키 Z900
가와사키 Z900(영어: Kawasaki Z900)은 가와사키 중공업에서 2017년부터 생산 중인 표준 모터사이클이다.